# Cicer
Cicer este un gen de plante din familia  Fabaceae.

## Specii
Cuprinde mai multe specii dintre care specia principală este:
- Cicer arietinum L.